# Список персонажів телесеріалу «Ходячі мерці»

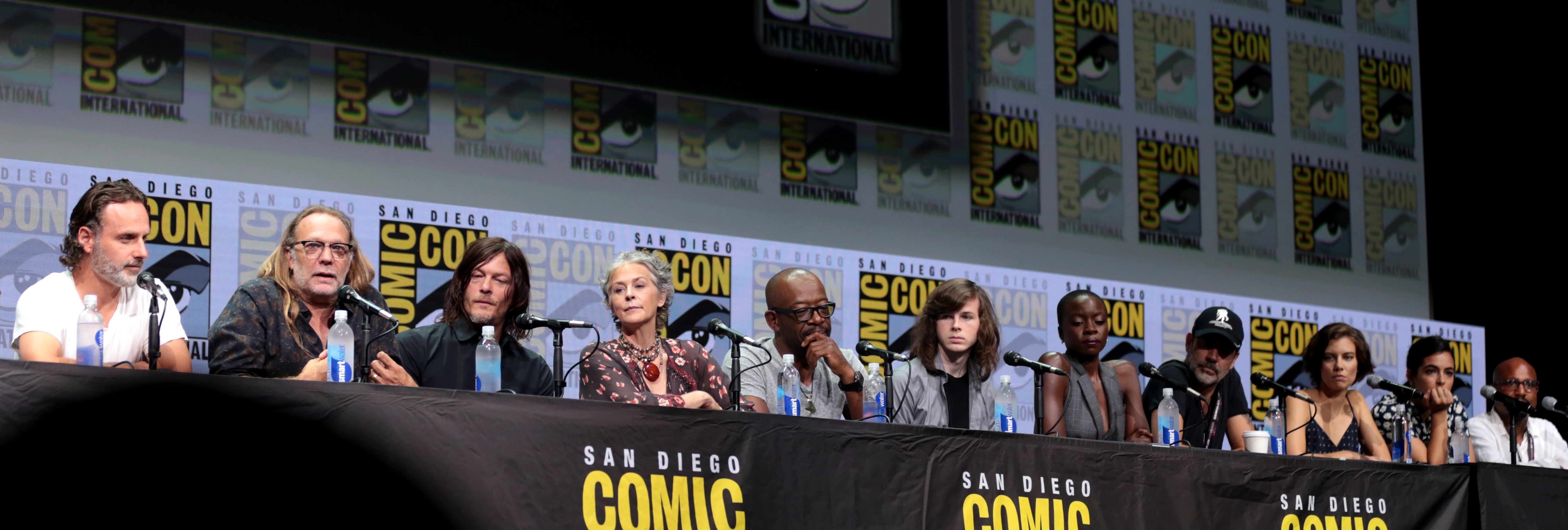
Зліва направо: Ендрю Лінкольн (Рік Граймс), Грег Нікотеро (продюсер), Норман Рідус (Деріл), Мелісса Мак-Брайд (Керол), Ленні Джеймс (Морган), Чендлер Ріггз (Карл), Данай Гуріра (Мішонн), Джеффрі Дін Морган (Ніґан), Лорен Коен (Меггі), Аланна Мастерсон (Тара) і Сет Гілліам (Габріель) на San Diego Comic-Con 2017.

Це список персонажів всесвіту телесеріалу «Ходячі мерці».
| Актор                 | Персонаж             | Сезони    | Сезони    | Сезони    | Сезони    | Сезони    | Сезони    | Сезони    | Сезони    | Сезони    | Сезони    | Сезони    |
| Актор                 | Персонаж             | 1         | 2         | 3         | 4         | 5         | 6         | 7         | 8         | 9         | 10        | 11        |
| --------------------- | -------------------- | --------- | --------- | --------- | --------- | --------- | --------- | --------- | --------- | --------- | --------- | --------- |
| Ендрю Лінкольн        | Рік Граймс           | Регулярно | Регулярно | Регулярно | Регулярно | Регулярно | Регулярно | Регулярно | Регулярно | Регулярно |           |           |
| Джон Бернтал          | Шейн Волш            | Регулярно | Регулярно | Камео     |           |           |           |           |           | Камео     |           |           |
| Сара Вейн Келліс      | Лорі Граймс          | Регулярно | Регулярно | Регулярно |           |           |           |           |           |           |           |           |
| Лорі Голден           | Андреа               | Регулярно | Регулярно | Регулярно |           |           |           |           |           |           |           |           |
| Джеффрі ДеМанн        | Дейл Горват          | Регулярно | Регулярно |           |           |           |           |           |           |           |           |           |
| Стівен Йон            | Гленн Рі             | Регулярно | Регулярно | Регулярно | Регулярно | Регулярно | Регулярно | Регулярно |           |           |           |           |
| Чендлер Ріггз         | Карл Граймс          | Регулярно | Регулярно | Регулярно | Регулярно | Регулярно | Регулярно | Регулярно | Регулярно |           |           |           |
| Норман Рідус          | Деріл Діксон         | Іноді     | Регулярно | Регулярно | Регулярно | Регулярно | Регулярно | Регулярно | Регулярно | Регулярно | Регулярно | Регулярно |
| Мелісса МакБрайд      | Керол Пелетьє        | Іноді     | Іноді     | Регулярно | Регулярно | Регулярно | Регулярно | Регулярно | Регулярно | Регулярно | Регулярно | Регулярно |
| Лорен Коен            | Меггі Ґрін           |           | Іноді     | Регулярно | Регулярно | Регулярно | Регулярно | Регулярно | Регулярно | Регулярно | Регулярно | Регулярно |
| Скотт Вілсон          | Гершель Ґрін         |           | Іноді     | Регулярно | Регулярно |           |           |           |           | Камео     |           |           |
| Данай Гуріра          | Мішонн               |           | Гість     | Регулярно | Регулярно | Регулярно | Регулярно | Регулярно | Регулярно | Регулярно | Регулярно |           |
| Майкл Рукер           | Мерл Діксон          | Іноді     | Іноді     | Регулярно |           |           |           |           |           |           |           |           |
| Девід Морріссі        | «Губернатор»         |           |           | Регулярно | Регулярно | Камео     |           |           |           |           |           |           |
| Емілі Кінні           | Бетт Ґрін            |           | Іноді     | Іноді     | Іноді     | Регулярно |           |           |           |           |           |           |
| Чад Коулмен           | Тайріз               |           |           | Іноді     | Регулярно | Регулярно |           |           |           |           |           |           |
| Соніква Мартін-Ґрін   | Саша                 |           |           | Іноді     | Іноді     | Іноді     | Регулярно | Регулярно |           | Камео     |           |           |
| Лоуренс Джиллард-мол. | Боб Стукі            |           |           |           | Іноді     | Іноді     |           |           |           |           |           |           |
| Майкл Кадлітц         | Абрахам Форд         |           |           |           | Іноді     | Регулярно | Регулярно | Регулярно |           |           |           |           |
| Аланна Мастерсон      | Тара Чамблер         |           |           |           | Іноді     | Регулярно | Регулярно | Регулярно | Регулярно | Регулярно |           |           |
| Джош Макдермітт       | Юджин Портер         |           |           |           | Іноді     | Регулярно | Регулярно | Регулярно | Регулярно | Регулярно | Регулярно | Регулярно |
| Крістіан Серратос     | Розіта Еспіноса      |           |           |           | Іноді     | Регулярно | Регулярно | Регулярно | Регулярно | Регулярно | Регулярно | Регулярно |
| Ендрю Дж. Вест        | Ґарет                |           |           |           | Іноді     | Регулярно |           |           |           |           |           |           |
| Сет Ґіліґан           | отець Ґабріель Стоук |           |           |           |           | Регулярно | Регулярно | Регулярно | Регулярно | Регулярно | Регулярно | Регулярно |
| Лені Джеймс           | Морґан Джонс         | Гість     |           | Гість     |           | Іноді     | Регулярно | Регулярно | Регулярно |           |           |           |
| Роз Маркуанд          | Аарон                |           |           |           |           | Іноді     | Регулярно | Регулярно | Регулярно | Регулярно | Регулярно | Регулярно |
| Това Фелдшу           | Діана Монро          |           |           |           |           | Іноді     | Іноді     |           |           |           |           |           |
| Олександра Брекенрідж | Джесі Андерсон       |           |           |           |           | Іноді     | Іноді     |           |           |           |           |           |
| Остін Ніколс          | Спенсер Монро        |           |           |           |           | Іноді     | Регулярно | Регулярно |           |           |           |           |
| Джеффрі Дін Морган    | Ніґан                |           |           |           |           |           | Гість     | Регулярно | Регулярно | Регулярно | Регулярно | Регулярно |
| Харі Пейтон           | Ієзекіль             |           |           |           |           |           |           | Іноді     | Іноді     | Регулярно | Регулярно | Регулярно |
| Том Пейн              | Пол Ровіа / «Ісус»   |           |           |           |           |           | Регулярно | Регулярно | Регулярно | Регулярно |           |           |
| Остін Амеліо          | Дуайт                |           |           |           |           |           | Регулярно | Регулярно | Регулярно |           |           |           |
| Ксандер Берклі        | Грегорі              |           |           |           |           |           | Гість     | Регулярно | Регулярно | Регулярно |           |           |
| Стівен Огг            | Саймон               |           |           |           |           |           | Гість     | Іноді     | Регулярно |           |           |           |
| Поліанна Макінтош     | Джадіс / Енн         |           |           |           |           |           |           | Іноді     | Регулярно | Регулярно |           |           |
| Коллан МакОліфф       | Олден                |           |           |           |           |           |           |           | Іноді     | Регулярно | Регулярно | Регулярно |
| Аві Неш               | Сіддік               |           |           |           |           |           |           |           | Іноді     | Регулярно | Регулярно |           |
| Саманта Мортон        | Альфа                |           |           |           |           |           |           |           |           | Регулярно | Регулярно |           |
| Рейан Херст           | Бета                 |           |           |           |           |           |           |           |           | Іноді     | Регулярно |           |
| Елеонора Мацуура      | Юміко                |           |           |           |           |           |           |           |           | Іноді     | Регулярно | Регулярно |
| Надія Хілкер          | Магна                |           |           |           |           |           |           |           |           | Іноді     | Регулярно | Регулярно |
| Кейлі Флемінг         | Джудіт Грімс         |           |           |           |           |           |           |           |           | Іноді     | Регулярно | Регулярно |
| Кассаді МакКлінсі     | Лідія                |           |           |           |           |           |           |           |           | Іноді     | Регулярно | Регулярно |
| Лоррен Рідлоф         | Конні                |           |           |           |           |           |           |           |           | Іноді     | Регулярно | Регулярно |

Нотатки
1. ↑  Стівен Йон з'являється лише в першому епізоді сьомого сезону, хоча й зараховується як основний актор.
2. ↑  Лорен Коен не згадується з 9.06 по 10.15 епізоди, потім як «Особлива запрошена зірка» в 10.16 і знову як основний актор, починаючи з 10.17 епізоду.
3. ↑  У п'ятому епізоді четвертого сезону Девіда Морріссі вказано як «Також знімається в головній ролі».
4. ↑  Лоуренс Джиллард-молодший зарахований як спеціальна запрошена зірка в дев'ятому епізоді п'ятого сезону.
5. ↑  Майкл Кадлітц з'являється лише в першому епізоді сьомого сезону як основний актор і як спеціальна запрошена зірка у фіналі сезону.
6. 1 2 3  Джош МакДермітт, Крістіан Серратос і Аланна Мастерсон вказані які «Також знімаються» в першому епізоді сьомого сезону.
7. ↑  Харі Пейтон вказано як «Також знімається» в перших п’яти епізодах дев’ятого сезону.
8. ↑  Ксандер Берклі з'являється лише в першому епізоді дев'ятого сезону, хоча вказано як «Також знімається».
9. ↑  Саманта Мортон вказана яка «Також знімається» в дев'ятому епізоді дев'ятого сезону.
10. 1 2 3 4 5  Додано у початкових титрах, починаючи з епізоду 17 і далі. До цього вказувався як "Також знімався".

## Головні герої
Рік Граймс (Ендрю Лінкольн)
Рік Граймс — шериф в маленькому містечку штату Джорджія. Будучи пораненим під час виконання службових обов'язків, він впадає в кому, як раз тоді, коли трапляється навала зомбі. Прокинувшись і усвідомивши, що ж сталося у світі, він пускається на пошуки своєї дружини Лорі і маленького сина Карла. Рік — звичайна людина, розумний, спокійний, справедливий, добрий друг і батько, але він не ідеальний. Більшість проблем він бачить лише в чорному або білому світі, і частенько дотримується особистого морального кодексу, що далеко не завжди допомагає йому приймати правильні рішення. З Шейном, другом і партнером, його пов'язують довгі роки товариства, до якого він звик і, можливо, приймає його як належне. Рік — природжений лідер, впевнений у своїх керівних здібностях, попри те, що часом сумнівається в самому собі. Його неймовірна потреба у скоєнні правильних вчинків і захисту тих, хто не може себе захистити.
Шейн Волш (Джон Бернтал)
Шейн — партнер Ріка в департаменті поліції і його найкращий друг з шкільної лави. Під час епідемії «зомбі» Шейн допомагає Лорі та Карлу покинути їх маленьке містечко і відправитись до Атланти. Він був останнім, хто бачив Ріка в лікарні, і його мучить той факт, що йому довелося залишити його там. Але він також усвідомлює, що не зміг би врятувати Лорі і Карла, якщо б не залишив Ріка. Серед тих, що залишилися в живих Шейн став фактичним лідером, і це йому подобається. Він завжди жив у тіні Ріка, і попри те, що він ніколи не скаржився вголос, він насолоджується своїм новим положенням. Коли лідерство Шейна в групі викликаєя сумнів, це зводить його з розуму, і він починає втрачати самовладання і контроль над собою, що робить його безрозсудним, нестійким і небезпечним для всіх.
Лорі Граймс (Сара Вейн Келліс)
Упевнена в тому, що її чоловік мертвий, Лорі із сином Карлом вирушає до Атланти, повністю поклавшись на Шейна. Неймовірно чуйна і співчутлива, Лорі — емоційний центр в групі тих, що вижили. Вона притримується своїх людських якостей і бореться за збереження порядності і обрядів, надаючи підтримку кожному і допомагаючи пережити їм їхні особисті трагедії. У першу чергу, вона мати — відчайдушно захищає свою дитину, і остерігайтеся будь-кого, хто підійде занадто близько до її сина.
Андреа (Лорі Голден)
Андреа — успішний адвокат по цивільних справах, що живе у Флориді. Під час епідемії «зомбі» Андреа зі своєю молодшою сестрою Емі відправлялася в її коледж. В Атланті їх врятував Дейл, з тих пір вони жили в таборі з ним і тими, хто залишився в живих. Андреа — розумна і передбачлива. Вона надзвичайно піклується про свою молодшу сестричку, з якою в неї далеко не завжди були близькі стосунки. Будучи упертою, самовпевненою і в першу чергу зацікавленою в збереженні Емі, Андреа ніколи не ухиляється від проблем. Вони не знають, що сталося з їх батьками, але Андреа і не сподівається на те, що вони живі. Вона намагатиметься бути сильною заради Емі.
Дейл Горват (Джеффрі ДеМанн)
Пішовши на пенсію, Дейл планував провести свою старість подорожуючи по країні зі своєю коханою дружиною Ірмою в їх «будинку на колесах». Але вона померла від раку до того, як їх мріям довелося збутися. Відправившись в шлях поодинці, Дейл зустрічає Андреа та Емі як раз під час епідемії «зомбі», і забирає їх з собою. Його вік, життєвий досвід, і його фургон стали центром, навколо якого і утворилося маленька громада тих, хто вижив. Він мудрий і поважаний старійшина групи, хоча іноді він може бути досить запальним, не боячись висловити все, що в нього на думці. Поступово він, Андреа та Емі стають маленькою сім'єю, і час, проведений з ними, цілком несподіваним для нього чином допоміг йому повернутися до життя. Дейл — самостійний чоловік, постійно спостерігає за змінами в громаді.
Гленн (Стівен Йон)
Гленн знайомиться з Ріком під час чергового набігу на Атланту у пошуках продовольства, так необхідного для підкріплення друзям, що знаходяться в таборі. Він добре обізнаний про небезпеку таких набігів, але він молодий і готовий ризикувати. Він був рознощиком піци і знає кожен закуток в місті. Молодий і спритний Гленн приймає рішення на ходу, проявляючи неймовірне співчуття і гуманність, намагаючись врятувати життя незнайомця Ріка. Незважаючи на весь той жах, який він бачив, він зберігає юнацьку любов до життя і її несподіваним радощам. Гленн є невід'ємною частиною табору, виявляючи разючу глибину і душевне хвилювання, коли група переживає жахливу трагедію.
Карл Граймс (Чендлер Ріггз)
Карл залишає своє маленьке містечко з мамою Лорі і Шейном. Він добрий хлопчик, допитливий і кмітливий, але тихий, який намагається вижити в цьому новому світі і змиритися з думкою, що можливо він ніколи більше не побачить свого батька. Він проводив дуже багато часу з Шейном, найкращим другом його батька, який завжди брав його з собою на прогулянку і навчав різних речей. Карл обожнює свого батька і вірить, як тільки дитина може вірити, у те, що Рік — незламний, і ця сліпа віра в свого батька дає надію Лорі, яка не настільки впевнена в тому, що Рік повернеться до них. Найкращий друг Карла — Софія, дочка Керол, а також діти родини Моралес, з якими він постійно грає, допомагають йому перебувати в цьому дитячому світі якомога довше. Так чи інакше, йому доводиться неодноразово протистояти реаліям його нового суворого життя, коли він стає свідком жахливого насильства, і йому доводиться попрощатися з багатьма, хто йому не байдужий.
Деріл Діксон (Норман Рідус)
Деріл Діксон — мисливець і слідопит з групи Ріка. Майстерно володіє арбалетом, а також іншими видами вогнепальної та холодної зброї. У нього є брат Мерл. Коли почалися заворушення, пов'язані з зомбі-апокаліпсисом, Деріл і Мерл вирушили до Атланти, де військові повинні були влаштувати табір для тих, хто вижили. Однак, прибувши, вони виявили місто наповненим живими мерцями і охопленим вогнем. Тоді брати приєдналися до групи Шейна Волша.
Мішонн (Данай Гуріра)
Загадкова особа, яка пересувається разом з двома блукачами на ланцюгах. Вона відрубала їм руки і вирвала щелепи і тепер вони тягають її сумки, слідуючи за нею на ланцюгу. Майстерно володіє катаною.
Мерл Діксон (Майкл Рукер)
Старший брат Деріла реднек.
«Губернатор» (Девід Морріссі)
Головний антагоніст серіалу.
Керол Пелетьєр (Мелісса МакБрайд)
Член групи, яка піддавалася домашньому насиллю з боку свого чоловіка.
Гершель Ґрін (Скотт Вілсон)
Власник ферми.
Меґґі Ґрін (Лорен Коен)
Старша донька Гершеля Ґріна.
Бетт Ґрін (Емілі Кінні)
Молодша донька Гершеля Ґріна.

## Другорядні герої
- Айрон Сінґлтон — Ті-Доґ
- Емма Белл — Емі
- Вівіана Чавез — Міранда
- Медісон Лінтц — Софія Пелетьє — донька Керол.
- Медді Ломакс — Еліза
- Гоа Ломакс — Луїс
- Адам Мінарович — Ед Пелетьєр — чоловік Керол.
- Хуан Габріел Парейа — Моралес
- Джеріл Прескотт Сейлс — Джекі
- Ендрю Ротенберг — Джим
- Ноа Еммеріх — Доктор Едвін Дженнер
- Пруіт Тейлор Вінс — Отіс — управляючий фермою Гершеля.
- Джейн МакНіл — Патрісія — дружина Отіса.
- Джеймс Аллен МакКун — Джиммі — хлопець Бетт.
- Майкл Зеген — Рендел — хлопець, якого зустріли Рік, Гленн та Гершель.